# Eberhard Wagemann
Eberhard Wagemann (* 6. September 1918 in Göttingen; † 3. Mai 2010 ebenda) war ein deutscher Offizier, zuletzt Generalmajor der Bundeswehr, und Militärschriftsteller. Von 1974 bis 1977 war er Kommandeur der Führungsakademie der Bundeswehr.

## Leben
Wagemann, Sohn eines Landeserbhofgerichtspräsidenten und preußischen Staatsrates, besuchte das Joachimsthalsches Gymnasium in Templin. Nach dem Abitur 1937 trat er in das Infanterieregiment 67 der Wehrmacht ein. Im Zweiten Weltkrieg diente er als Berufsoffizier (ab 1939 Leutnant) und war zunächst als Zugführer eingesetzt. Während des Überfalls auf Polen wurde er schwer verwundet, und ihm musste der linke Unterschenkel amputiert werden. 1941 wurde er im Dienstgrad eines Oberleutnants in das Armeeoberkommando 18 versetzt. Wenig später wurde er Kompaniechef des Infanterieregiments 67 der 23. Infanterie-Division, die im Russlandfeldzug kämpfte. Im gleichen Jahr wurde er als Ausbildungsoffizier an der Kriegsschule in Potsdam verwendet. 1942 durchlief er einen Kommandeurlehrgang in Paris. Während der Schlacht von Stalingrad war er Kompaniechef im Panzergrenadier-Regiment 103 und wurde als Kurier der 6. Armee am 19. Januar 1943 ausgeflogen. Er wurde dann zur neu aufgestellten 21. Panzer-Division in Rennes kommandiert. Am D-Day (6. Juni 1944) war er Offizier vom Dienst (OvD) beim Panzerregiment 100 im Raum Caen. Während der Kesselschlacht bei Falaise konnte er sich mit mehreren Kameraden nach Osten durchschlagen. Im Januar 1945 wurde er zur Generalstabsausbildung an die Kriegsakademie kommandiert. Im April 1945 geriet er im Dienstgrad eines Hauptmanns bei Rosenheim in amerikanische Kriegsgefangenschaft.

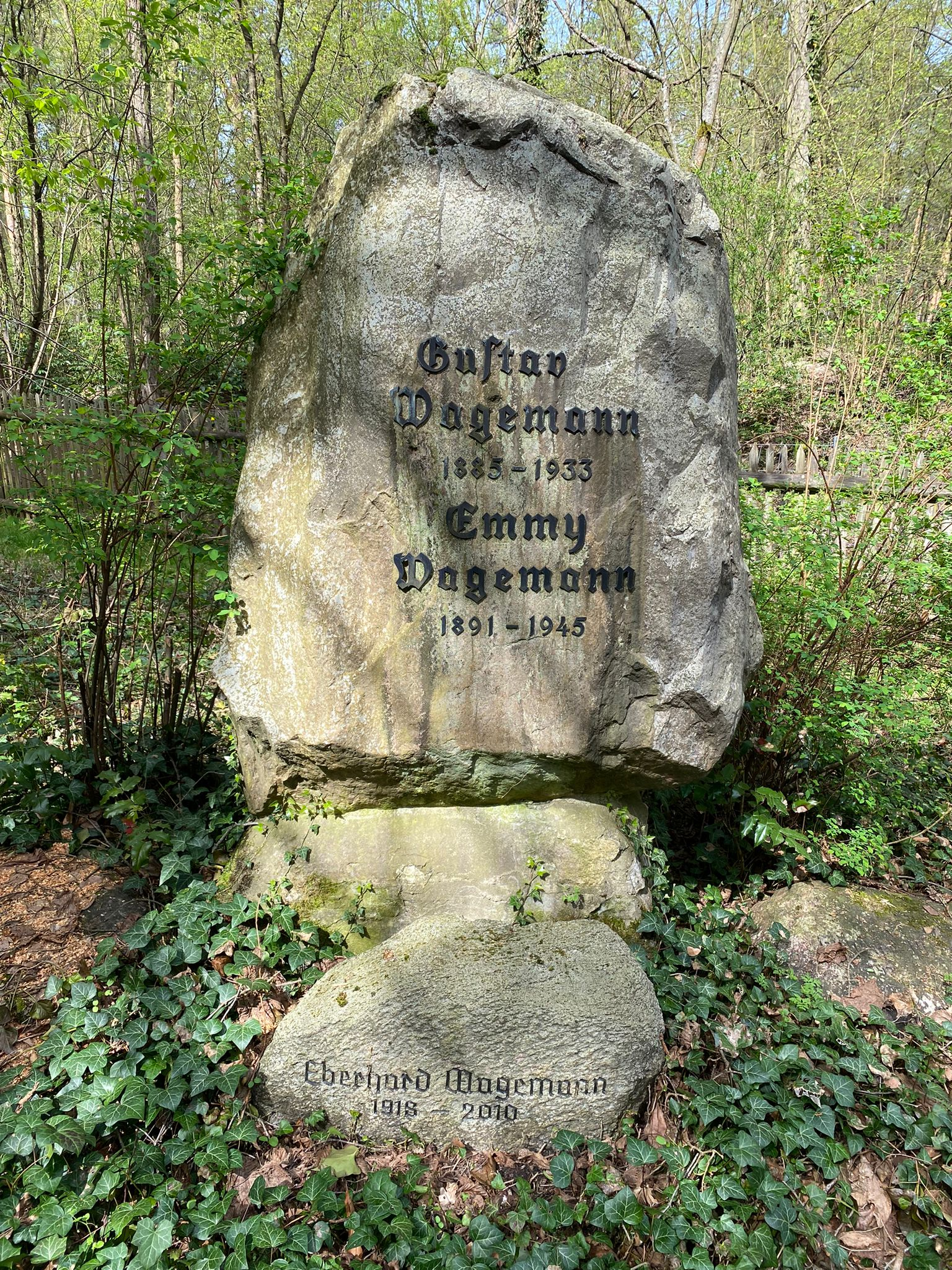
Grabstätte auf dem Wilmersdorfer Waldfriedhof Stahnsdorf

Nach dem Krieg arbeitete er zunächst als Landarbeiter und studierte dann an der Universität Göttingen Germanistik, Evangelische Theologie und Geschichte, wo er 1953 an der Philosophischen Fakultät mit der Dissertation Die Personalität im deutschen Drama des 16. Jahrhunderts zum Dr. phil. promoviert wurde. Es folgte ein Studienassessorenzeit in Lüneburg. 1956 trat er als Major in die neugegründete Bundeswehr ein und durchlief 1957 den 1. Generalstabslehrgang Heer an der Führungsakademie der Bundeswehr in Bad Ems. Er wurde im Dienstgrad Oberstleutnant i. G. als Referent für Erziehung und Bildung in den Führungsstab des Heeres (Fü S) in das Bundesministerium der Verteidigung versetzt. 1961 wurde er Kommandeur des Panzerbataillons 44 in Göttingen. Ab 1965 tat er Dienst im Fachgebiet Innere Führung, Erziehung und Bildung des Führungsstabes der Streitkräfte. Vom 1. April 1968 bis 31. Januar 1970 war er Kommandeur der Panzergrenadierbrigade 4, unter Bundesverteidigungsminister Helmut Schmidt wurde er im Führungsstab der Streitkräfte Unterabteilungsleiter Fü S I "Innere Führung und Personal" und vom 3. Juni 1971 bis zum 30. Juni 1974 war er Kommandeur der 7. Panzergrenadierdivision in Unna. In dieser Zeit lud er erstmals in der Geschichte der Bundeswehr den Vorsitzenden der IG Bergbau und Energie, seinerzeit Adolf Schmidt, ins Kasino ein. In seiner letzten militärischen Verwendung war Generalmajor Wagemann bis zum 30. September 1977 Kommandeur der Führungsakademie der Bundeswehr.
Wagemann wurde bereits ein Jahr vor seinem regulären Entlassungstermin in den Ruhestand versetzt, denn er galt in der SPD-Regierung wegen seines „konservativen“ Traditionsverständnisses als umstritten. Wagemann kritisierte die in der erlassenen Zentralen Dienstvorschrift 10/1 „Innere Führung“ allgemein geforderte Beteiligung Untergebener am Entscheidungsprozess mit der Besorgnis, dass es „in der Militärgeschichte des 20. Jahrhunderts Versuche zu räteartigen Ordnungen wiederholt gegeben“ habe, und diese "in Freikorps- und Bandenwesen" endeten. Schon Ende Januar 1977 gab der Norddeutsche Rundfunk bekannt, dass Verteidigungsminister Georg Leber die vorzeitige Entlassung Wagemanns zum 31. März 1977 beabsichtige. Obwohl Leber dies dementierte, war eine vorzeitige Pensionierung Wagemanns aber schon zum April 1976 beabsichtigt. Infolge warf Wagemann dem Minister öffentlich politische Gründe für die vorzeitig beabsichtigte Entlassung vor, weshalb der Generalinspekteur der Bundeswehr Harald Wust seinen Stellvertreter Generalleutnant Rüdiger von Reichert mit Ermittlungen wegen eines möglichen Dienstvergehens beauftragte.
Eberhard Wagemann ruht auf dem Wilmersdorfer Waldfriedhof Stahnsdorf.

## Mitgliedschaften
Eberhard Wagemann war Mitglied der Clausewitz-Gesellschaft (von 1974 bis 1978 Vizepräsident; von 1984 bis 1991 Sprecher des Beirates). 1978 erhielt er die Goldene Ehrennadel der Gesellschaft.

## Auszeichnungen
- Deutsches Kreuz in Gold (1942)
- Panzerkampfabzeichen (1942)
- Verwundetenabzeichen in Gold (1942)
- Verdienstkreuz 1. Klasse des Verdienstordens der Bundesrepublik Deutschland

## Schriften (Auswahl)
- Überlegungen zum Ausbildungssystem der Streitkräfte (= Forschungsbericht der Konrad-Adenauer-Stiftung, Nr. 5). Knoth, Melle 1980, ISBN 3-88368-023-0.
- (Zsgest.): Fern der Heimat – für die Heimat. Bildchronik der 3 Regimenter „Generaloberst von Seeckt“. Kameradschaftliche Vereinigung Ehemaliger 67er, Köln 1981, ISBN 3-9800594-0-5.
- (Zsgest.): Frieden ohne Rüstung?.  Hrsg. durch die Clausewitz-Gesellschaft, Mittler, Herford 1989, ISBN 3-8132-0323-9.
- Verdrängte Geschichte. Verteidigung und Verfassung in Europa. 2 Bände, v. Hase & Koehler, Mainz 1999, ISBN 3-7758-1376-4.